# Pierre Delachenal
Pour les articles homonymes, voir Delachenal.
Pierre Delachenal, né le 5 octobre 1918 à Chambéry et mort le 17 août 2011 à Clamart, est un général de l'Armée de l'air française qui, sous le grade de commandant, devient, en 1953, le premier commandant de la patrouille de France.

## Biographie
Issu d'une ancienne et notable famille uginoise, il est l'arrière-petit-fils de Ambroise Delachenal, député au parlement sarde et syndic de Chambéry, et le fils de Joseph Delachenal, ancien député et maire, il est également le frère de l'homme politique Jean Delachenal.
Sorti de l'École spéciale militaire de Saint-Cyr (Promotion 39), il a appartenu comme pilote et commandant d'escadrille au groupe de chasse Lafayette, unité au sein de laquelle il a effectué 165 missions de guerre pendant la Seconde Guerre mondiale. En 1944, il vole sur P 47 Thunderbolt avec pour mission, entre autres, le mitraillage de locomotives ravitaillant les troupes allemandes en Alsace. Lors d'une mission, il détruit avec sa patrouille 13 locomotives de suite. Il faut dire que le P 47 armé de ses 8 mitrailleuses 12,7 mm et, surtout, utilisé par ces pilotes habiles, audacieux et très courageux était une arme redoutable. Toujours très proche de ses hommes, en 1946, pendant l'occupation alliée de l'Allemagne, il remercie son fidèle mécanicien en le faisant voler avec lui dans son P 47 : deux hommes dans un cockpit d'un avion de chasse !
Le 17 mai 1953, un meeting aérien se déroule à Alger-Maison-Blanche devant 50 000 spectateurs. La 3e escadre de chasse, stationnée depuis 1951 sur la Base aérienne 112 de Reims et dirigée par Pierre Delachenal qui a alors le grade de commandant, effectue une démonstration. Le commentateur Jacques Nœtinger, fasciné par le spectacle, emploie le terme de Patrouille de France qui restera, à partir de cette date, la dénomination officielle de l'équipe de démonstration à partir du 14 septembre 1953. La figure de l'éclatement à la verticale vers les 4 points cardinaux et le croisement face à face et deux par deux reste encore aujourd'hui très appréciée par les spectateurs des meetings aériens.
Tout au long de sa carrière émaillée de souvenirs parfois cocasses, totalisant plus de 5 000 heures de vol dont 1 750 sur avion à réaction (autre source : 6 600 heures de vol sur 80 appareils différents), breveté d'État-major, après avoir occupé les fonctions d'inspecteur de la chasse, le général Delachenal est appelé au commandement de la 13e Brigade Aérienne équipée de Mirage IIIC. Il devient par la suite chef de la Division Programme à l'État-major des Armées.
Son frère aîné, Eugène Delachenal, avait épousé Geneviève Mitterrand, sœur de François Mitterrand.
En 1969, le général Delachenal commande la deuxième région aérienne. Jacques Mitterrand est quant à lui à l'État-major de l'Armée de l'air.
Remarié en 1958.
Entré en service en 1939, il finit sa carrière comme général de corps aérien.

## Distinctions
- Grand officier de la Légion d'honneur
- Grand-croix de l'ordre national du Mérite (1995)[8]
- Croix de guerre 1939–1945 (5 citations[7] dont 4 à l'ordre de l'armée[5])
- Croix de la Valeur militaire
- Médaille de l'Aéronautique
- Air Medal  (USA)
- Silver Star Medal  (USA)

Il a été décoré de nombreuses décorations françaises et étrangères.
En 2018, l'aérodrome d'Albertville est nommé en son hommage